# Geomorfologické členění Českomoravské vrchoviny

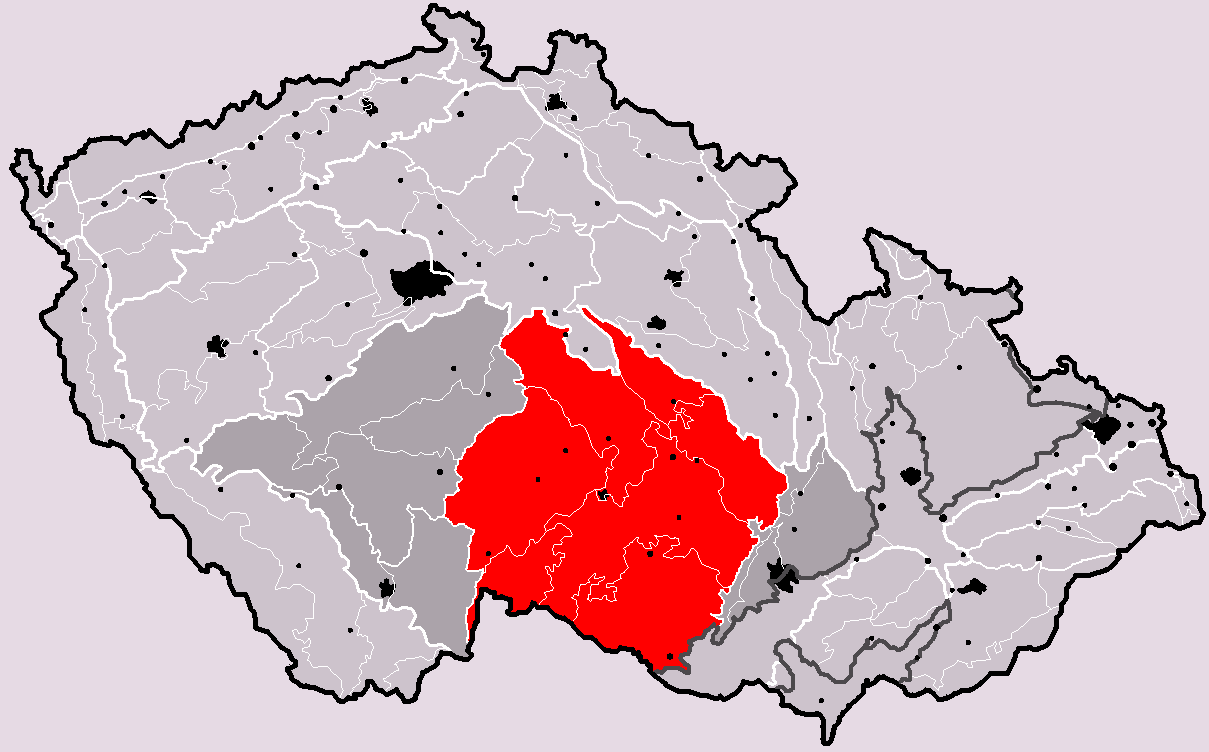
Českomoravská vrchovina na mapě Česka

Českomoravská vrchovina je rozsáhlá geomorfologická oblast na pomezí Čech a Moravy. Rozkládá se na ploše 11 742 km2, nejvyšším vrcholem je Javořice (837 m). Náleží do provincie Česká vysočina a soustavy Česko-moravská subprovincie. Dělí se na 7 celků, 21 podcelků a 110 okrsků. Níže je uvedeno geomorfologické členění Českomoravské vrchoviny až po úroveň okrsků. Rozdělení na nižší jednotky, tedy podokrsky a části, zatím chybí.

## Geomorfologické členění
- Českomoravská vrchovina (pohoří, geomorfologická oblast, vrchovina a upland)  -  Křemešnická vrchovina (geomorfologický celek a vrchovina)    -   Jindřichohradecká pahorkatina (geomorfologický podcelek a pahorkatina)      -  Ratibořská pahorkatina (geomorfologický okrsek a pahorkatina) • 
      -  Jindřichohradecká kotlina (geomorfologický okrsek a kotlina) • 
      -  Žirovnická pahorkatina (geomorfologický okrsek a pahorkatina) • 

    -  Pacovská pahorkatina (geomorfologický podcelek a pahorkatina)      -  Řísnická vrchovina (geomorfologický okrsek a vrchovina) • 
      -  Cetorazská pahorkatina (geomorfologický okrsek a pahorkatina) • 
      -  Božejovská pahorkatina (geomorfologický okrsek a pahorkatina) • 
      -  Rohozenská kotlina (geomorfologický okrsek a kotlina) • 
      -  Tučapská pahorkatina (geomorfologický okrsek a pahorkatina) • 
      -  Svidnická vrchovina (geomorfologický okrsek a vrchovina) • 
      -  Chýnovská kotlina (geomorfologický okrsek a kotlina) • 
      -  Dubské vrchy (pohoří, vrchovina a geomorfologický okrsek) • 
      -  Obrataňská kotlina (geomorfologický okrsek a kotlina) • 

    -   Želivská pahorkatina (geomorfologický podcelek a pahorkatina)      -  Čechtická pahorkatina (geomorfologický okrsek a pahorkatina) • 
      -  Zručská vrchovina (geomorfologický okrsek a vrchovina) • 
      -  Košetická pahorkatina (geomorfologický okrsek a pahorkatina) • 
      -  Hořepnická pahorkatina (geomorfologický okrsek a pahorkatina) • 

    -  Humpolecká vrchovina (geomorfologický podcelek a vrchovina)      -  Melechovská vrchovina (geomorfologický okrsek a vrchovina) • 
      -  Humpolecká kotlina (geomorfologický okrsek a kotlina) • 
      -  Herálecká vrchovina (geomorfologický okrsek a vrchovina) • 
      -  Jeníkovská vrchovina (geomorfologický okrsek a vrchovina) • 
      -  Vyskytenská pahorkatina (geomorfologický okrsek a pahorkatina) • 
      -  Čeřínská vrchovina (geomorfologický okrsek a vrchovina) • 
      -  Křemešník (hora a geomorfologický okrsek) • 

  -  Hornosázavská pahorkatina (geomorfologický celek a pahorkatina)    -   Kutnohorská plošina (geomorfologický podcelek a plošina)      -  Malešovská pahorkatina (geomorfologický okrsek a pahorkatina) • 
      -  Golčojeníkovská pahorkatina (geomorfologický okrsek a pahorkatina) • 
      -  Doubravská brázda (geomorfologický okrsek a brázda) • 

    -  Světelská pahorkatina (geomorfologický podcelek a pahorkatina)      -  Čestínská pahorkatina (geomorfologický okrsek a pahorkatina) • 
      -  Třebětínská pahorkatina (geomorfologický okrsek a pahorkatina) • 

    -  Havlíčkobrodská pahorkatina (geomorfologický podcelek a pahorkatina)      -  Chotěbořská pahorkatina (geomorfologický okrsek a pahorkatina) • 
      -  Přibyslavská pahorkatina (geomorfologický okrsek a pahorkatina) • 
      -  Dářská brázda (geomorfologický okrsek a brázda) • 
      -  Sobíňovský hřbet (geomorfologický okrsek a hřbet) • 

    -  Jihlavsko-sázavská brázda (geomorfologický podcelek a brázda)      -  Pohledská pahorkatina (geomorfologický okrsek a pahorkatina) • 
      -  Dobronínská pánev (geomorfologický okrsek a pánev) • 
      -  Beranovský práh (geomorfologický okrsek a práh) • 
      -  Jeclovská sníženina (geomorfologický okrsek a sníženina) • 
      -  Jihlavská kotlina (geomorfologický okrsek a kotlina) • 
      -  Štocký stupeň (geomorfologický okrsek a stupeň) • 

  -  Železné hory (pohoří a geomorfologický celek)    -  Chvaletická pahorkatina (geomorfologický podcelek a pahorkatina) • 
    -  Sečská vrchovina (geomorfologický podcelek a vrchovina)      -  Kameničská vrchovina (geomorfologický okrsek a vrchovina) • 
      -  Skutečská pahorkatina (pahorkatina, pohoří a geomorfologický okrsek) • 
      -  Stružinecká pahorkatina (geomorfologický okrsek a pahorkatina) • 
      -  Podhradská kotlina (geomorfologický okrsek a kotlina) • 

  -  Hornosvratecká vrchovina (pohoří, geomorfologický celek a vrchovina)    -  Žďárské vrchy (pohoří a geomorfologický podcelek)      -  Borovský les (geomorfologický okrsek a vrchovina) • 
      -  Pohledeckoskalská vrchovina (geomorfologický okrsek a vrchovina) • 
      -  Devítiskalská vrchovina (geomorfologický okrsek a vrchovina) • 
      -  Milovská kotlina (geomorfologický okrsek a kotlina) • 

    -   Nedvědická vrchovina (geomorfologický podcelek a vrchovina)      -  Jedlovská plošina (geomorfologický okrsek a plošina) • 
      -  Vírská vrchovina (geomorfologický okrsek a vrchovina) • 
      -  Kunštátská vrchovina (geomorfologický okrsek a vrchovina) • 
      -  Křetínská kotlina (geomorfologický okrsek a kotlina) • 
      -  Sýkořská hornatina (geomorfologický okrsek a hornatina) • 
      -  Pernštejnská vrchovina (geomorfologický okrsek a vrchovina) • 
      -  Sulkovecká vrchovina (geomorfologický okrsek a vrchovina) • 
      -  Olešnická kotlina (geomorfologický okrsek a kotlina) • 

  -  Křižanovská vrchovina (pohoří, geomorfologický celek a vrchovina)    -  Bítešská vrchovina (geomorfologický podcelek a vrchovina)      -  Měřínská kotlina (geomorfologický okrsek a kotlina) • 
      -  Arnolecké hory (pohoří a geomorfologický okrsek) • 
      -  Veselská sníženina (geomorfologický okrsek a sníženina) • 
      -  Henzlička (hora a geomorfologický okrsek) • 
      -  Světnovská sníženina (geomorfologický okrsek a sníženina) • 
      -  Novoměstská pahorkatina (geomorfologický okrsek a pahorkatina) • 
      -  Bobrovská pahorkatina (geomorfologický okrsek a pahorkatina) • 
      -  Jinošovská pahorkatina (geomorfologický okrsek a pahorkatina) • 
      -  Deblínská vrchovina (geomorfologický okrsek a vrchovina) • 
      -  Pyšelský hřbet (geomorfologický okrsek a hřbet) • 
      -  Velkomeziříčská pahorkatina (geomorfologický okrsek a pahorkatina) • 
      -  Borská pahorkatina (geomorfologický okrsek a pahorkatina) • 
      -  Libochovská sníženina (geomorfologický okrsek a sníženina) • 

    -  Brtnická vrchovina (geomorfologický podcelek a vrchovina)      -  Třešťská pahorkatina (geomorfologický okrsek a pahorkatina) • 
      -  Špičácká vrchovina (geomorfologický okrsek a vrchovina) • 
      -  Kosovská pahorkatina (geomorfologický okrsek a pahorkatina) • 
      -  Puklická pahorkatina (geomorfologický okrsek a pahorkatina) • 
      -  Zašovický hřbet (hřbet a geomorfologický okrsek) • 
      -  Řehořovská pahorkatina (geomorfologický okrsek a pahorkatina) • 
      -  Čechtínská vrchovina (geomorfologický okrsek a vrchovina) • 
      -  Markvartická pahorkatina (geomorfologický okrsek a pahorkatina) • 
      -  Starohobzská vrchovina (geomorfologický okrsek a vrchovina) • 
      -  Otínská pahorkatina (geomorfologický okrsek a pahorkatina) • 

    -  Dačická kotlina (geomorfologický podcelek a kotlina) • 

  -  Javořická vrchovina (pohoří, geomorfologický celek a vrchovina)    -  Jihlavské vrchy (pohoří a geomorfologický podcelek)      -  Řásenská vrchovina (geomorfologický okrsek a vrchovina) • 
      -  Mrákotínská sníženina (geomorfologický okrsek a sníženina) • 
      -  Pivničky (kopec a geomorfologický okrsek) • 
      -  Rudolecký hřbet (geomorfologický okrsek a hřbet) • 
      -  Lipolecká vrchovina (geomorfologický okrsek a vrchovina) • 

    -   Novobystřická vrchovina (geomorfologický podcelek a vrchovina)      -  Homolka (hora a geomorfologický okrsek) • 
      -  Člunecká pahorkatina (geomorfologický okrsek a pahorkatina) • 
      -  Kačležská kotlina (geomorfologický okrsek a kotlina) • 
      -  Studenská pahorkatina (geomorfologický okrsek a pahorkatina) • 
      -  Landštejnská kotlina (geomorfologický okrsek a kotlina) • 
      -  Albeřská kotlina (geomorfologický okrsek a kotlina) • 
      -  Číměřská kotlina (geomorfologický okrsek a kotlina) • 
      -  Maršovinská pahorkatina (geomorfologický okrsek a pahorkatina) • 
      -  Vysokokamenská vrchovina (geomorfologický okrsek a vrchovina) • 

  -  Jevišovická pahorkatina (pahorkatina a geomorfologický celek)    -  Jemnická kotlina (geomorfologický podcelek a kotlina) • 
    -  Bítovská pahorkatina (geomorfologický podcelek a pahorkatina)      -  Dešovská pahorkatina (geomorfologický okrsek a pahorkatina) • 
      -  Vranovská pahorkatina (geomorfologický okrsek a pahorkatina) • 
      -  Uherčická pahorkatina (geomorfologický okrsek a pahorkatina) • 

    -  Jaroměřická kotlina (geomorfologický podcelek a kotlina)      -  Stařečská pahorkatina (geomorfologický okrsek a pahorkatina) • 
      -  Třebíčská kotlina (kotlina a geomorfologický okrsek) • 
      -  Moravskobudějovická kotlina (geomorfologický okrsek a kotlina) • 

    -  Znojemská pahorkatina (pahorkatina a geomorfologický podcelek)      -  Náměšťská sníženina (geomorfologický okrsek a sníženina) • 
      -  Hartvíkovická vrchovina (geomorfologický okrsek a vrchovina) • 
      -  Mohelenská vrchovina (geomorfologický okrsek a vrchovina) • 
      -  Hrotovická pahorkatina (geomorfologický okrsek a pahorkatina) • 
      -  Výrovická pahorkatina (geomorfologický okrsek a pahorkatina) • 
      -  Únanovská sníženina (geomorfologický okrsek a sníženina) • 
      -  Znojemská kotlina (geomorfologický okrsek a kotlina) • 
      -  Šatovská pahorkatina (geomorfologický okrsek a pahorkatina) • 
      -  Citonická plošina (geomorfologický okrsek a plošina) • 
      -  Pavlická pahorkatina (geomorfologický okrsek a pahorkatina) • 
      -  Bojanovická pahorkatina (geomorfologický okrsek a pahorkatina) • 
      -  Myslibořický hřbet (geomorfologický okrsek a hřbet) • 
      -  Tavíkovická pahorkatina (geomorfologický okrsek a pahorkatina) •

Geomorfologická oblast
Geomorfologický celek
Geomorfologický podcelek
Geomorfologický okrsek
 IIC Českomoravská vrchovina
IIC-1 Křemešnická vrchovina
IIC-1A Jindřichohradecká pahorkatina
IIC-1A-1 Ratibořská pahorkatina
IIC-1A-2 Jindřichohradecká kotlina
IIC-1A-3 Žirovnická pahorkatina
IIC-1B Pacovská pahorkatina
IIC-1B-1 Řísnická vrchovina
IIC-1B-2 Cetorazská vrchovina
IIC-1B-3 Božejovská vrchovina
IIC-1B-4 Rohozenská kotlina
IIC-1B-5 Tučapská pahorkatina
IIC-1B-6 Svidnická vrchovina
IIC-1B-7 Chýnovská kotlina
IIC-1B-8 Dubské vrchy
IIC-1B-1 Obrataňská kotlina
IIC-1C Želivská pahorkatina
IIC-1C-1 Čechtická pahorkatina
IIC-1C-2 Zručská vrchovina
IIC-1C-3 Košetická pahorkatina
IIC-1C-4 Hořepnická pahorkatina
IIC-1D Humpolecká vrchovina
IIC-1D-1 Melechovská vrchovina
IIC-1D-2 Humpolecká kotlina
IIC-1D-3 Herálecká vrchovina
IIC-1D-4 Jeníkovská vrchovina
IIC-1D-5 Vyskytenská pahorkatina
IIC-1D-6 Čeřínská vrchovina
IIC-1D-7 Křemešník
IIC-2 Hornosázavská pahorkatina
IIC-2A Kutnohorská plošina
IIC-2A-1 Malešovská pahorkatina
IIC-2A-2 Golčojeníkovská pahorkatina
IIC-2A-3 Doubravská brázda
IIC-2B Světelská pahorkatina
IIC-2B-1 Čestínská pahorkatina
IIC-2B-2 Třebětínská pahorkatina
IIC-2C Havlíčkobrodská pahorkatina
IIC-2C-1 Chotěbořská pahorkatina
IIC-2C-2 Přibyslavská pahorkatina
IIC-2C-3 Dářská brázda
IIC-2C-4 Sobíňovský hřbet
IIC-2D Jihlavsko-sázavská brázda
IIC-2D-1 Pohledská pahorkatina
IIC-2D-2 Dobronínská pánev
IIC-2D-3 Beranovský práh
IIC-2D-4 Jeclovská sníženina
IIC-2D-5 Jihlavská kotlina
IIC-2D-6 Štocký stupeň
IIC-3 Železné hory
IIC-3A Chvaletická pahorkatina
IIC-3B Sečská vrchovina
IIC-3B-1 Kameničská vrchovina
IIC-3B-2 Skutečská pahorkatina
IIC-3B-3 Stružinecká pahorkatina
IIC-3B-4 Podhradská kotlina
IIC-4 Hornosvratecká vrchovina
IIC-4A Žďárské vrchy
IIC-4A-1 Borovský les
IIC-4A-2 Pohledeckoskalská vrchovina
IIC-4A-3 Devítiskalská vrchovina
IIC-4A-4 Milovská kotlina
IIC-4B Nedvědická vrchovina
IIC-4B-1 Jedlovská plošina
IIC-4B-2 Vírská vrchovina
IIC-4B-3 Kunštátská vrchovina
IIC-4B-4 Křetínská kotlina
IIC-4B-5 Sýkořská hornatina
IIC-4B-6 Pernštejnská vrchovina
IIC-4B-7 Sulkovecká vrchovina
IIC-4B-8 Olešnická kotlina
IIC-5 Křižanovská vrchovina
IIC-5A Bítešská vrchovina
IIC-5A-1 Měřínská kotlina
IIC-5A-2 Arnolecké hory
IIC-5A-3 Veselská sníženina
IIC-5A-4 Henzlička
IIC-5A-5 Světnovská sníženina
IIC-5A-6 Novoměstská pahorkatina
IIC-5A-7 Bobrovská pahorkatina
IIC-5A-8 Jinošovská pahorkatina
IIC-5A-9 Deblínská vrchovina
IIC-5A-10 Pyšelský hřbet
IIC-5A-11 Velkomeziříčská pahorkatina
IIC-5A-12 Borská pahorkatina
IIC-5A-13 Libochovská sníženina
IIC-5B Brtnická vrchovina
IIC-5B-1 Třešťská pahorkatina
IIC-5B-2 Špičácká vrchovina
IIC-5B-3 Kosovská pahorkatina
IIC-5B-4 Puklická pahorkatina
IIC-5B-5 Zašovický hřbet
IIC-5B-6 Řehořovská pahorkatina
IIC-5B-7 Čechtínská vrchovina
IIC-5B-8 Markvartická pahorkatina
IIC-5B-9 Starohobzská vrchovina
IIC-5B-10 Otínská pahorkatina
IIC-5C Dačická kotlina
IIC-6 Javořická vrchovina
IIC-6A Jihlavské vrchy
IIC-6A-1 Řásenská vrchovina
IIC-6A-2 Mrákotínská sníženina
IIC-6A-3 Pivničky
IIC-6A-4 Rudolecký hřbet
IIC-6A-5 Lipolecká vrchovina
IIC-6B Novobystřická vrchovina
IIC-6B-1 Homolka
IIC-6B-2 Člunecká pahorkatina
IIC-6B-3 Kačležská kotlina
IIC-6B-4 Studenská pahorkatina
IIC-6B-5 Landštejnská kotlina
IIC-6B-6 Albeřská kotlina
IIC-6B-7 Číměřská kotlina
IIC-6B-8 Maršovinská pahorkatina
IIC-6B-9 Vysokokamenská vrchovina
IIC-7 Jevišovická pahorkatina
IIC-7A Jemnická kotlina
IIC-7B Bítovská pahorkatina
IIC-7B-1 Dešovská pahorkatina
IIC-7B-2 Vranovská pahorkatina
IIC-7B-3 Uherčická pahorkatina
IIC-7C Jaroměřická kotlina
IIC-7C-1 Stařečská pahorkatina
IIC-7C-2 Třebíčská kotlina
IIC-7C-3 Moravskobudějovická kotlina
IIC-7D Znojemská pahorkatina
IIC-7D-1 Náměšťská sníženina
IIC-7D-2 Hartvíkovická vrchovina
IIC-7D-3 Mohelenská vrchovina
IIC-7D-4 Hrotovická pahorkatina
IIC-7D-5 Výrovická pahorkatina
IIC-7D-6 Únanovská sníženina
IIC-7D-7 Znojemská kotlina
IIC-7D-8 Šatovská pahorkatina
IIC-7D-9 Citonická plošina
IIC-7D-10 Pavlická pahorkatina
IIC-7D-11 Bojanovická pahorkatina
IIC-7D-12 Myslibořický hřbet
IIC-7D-13 Tavíkovická pahorkatina